# Moabe Platini Dias Ramos
Moabe Platini Dias Ramos (født 22. juni 1987) er en tidligere brasiliansk fodboldspiller.